# Râul Luncărața
Râul Luncărața este un curs de apă, afluent al Râul Tilișca. 